# Antonio Solá
Pour les articles homonymes, voir Sola.

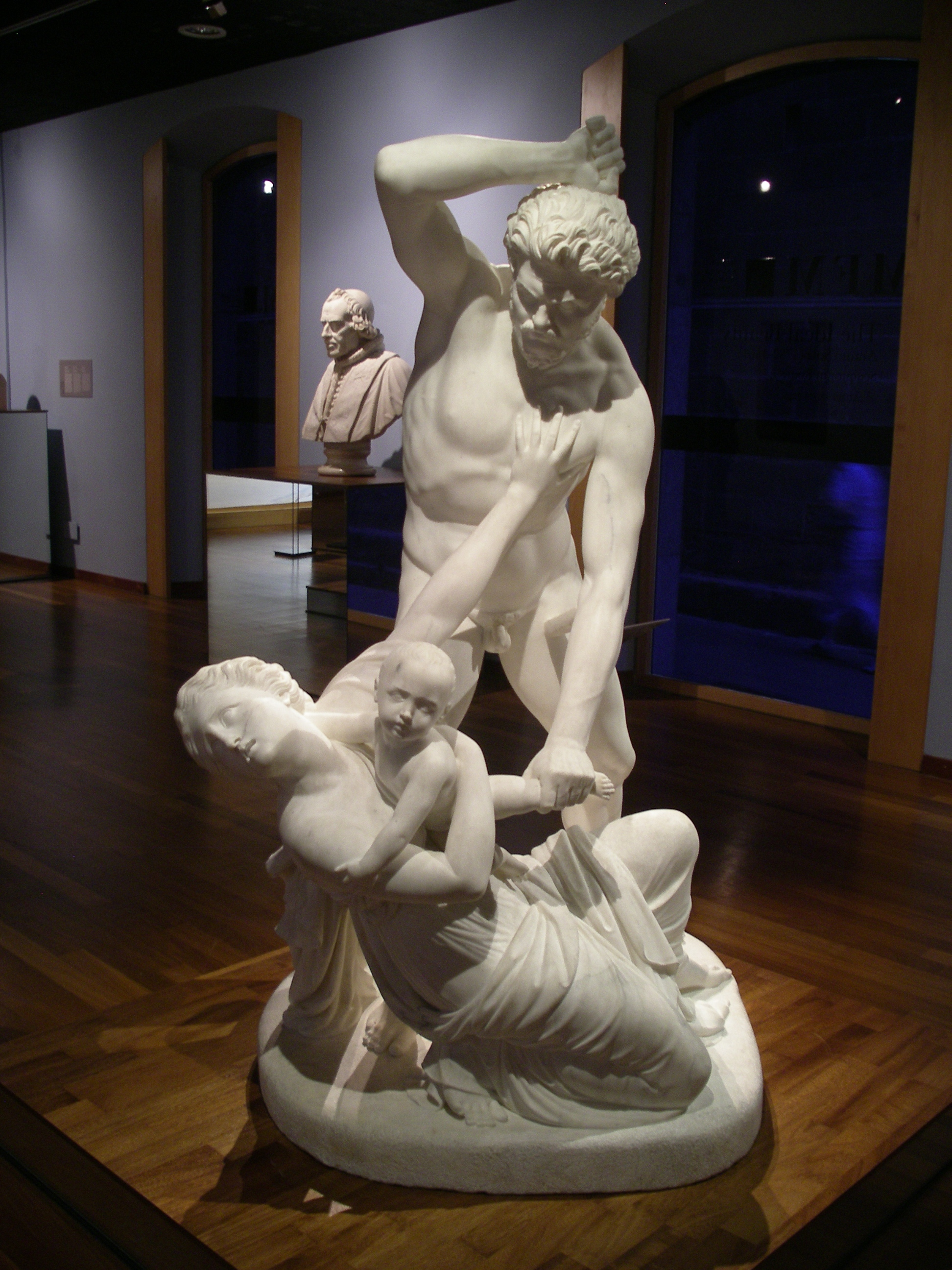
Matanza de los inocentes (1834), Reial Acadèmia Catalana de Belles Arts de Sant Jordi (Barcelone).

Antonio Solá Llansas (en catalan Antoni Solà i Llansas, Barcelone, 29 mars 1780 - Rome, 10 juin 1861) est un sculpteur originaire de la Catalogne (Espagne), appartenant à l'école néoclassique.

## Biographie
Il était le cinquième fils d'Antonio Solà, ébéniste de profession, et de Francesca Llansas. Bien qu'attiré par le dessin, il a dû lutter contre le souhait de son père qui voulait le voir se consacrer au commerce et émigrer en Amérique. Finalement il a réussi à convaincre son père et il s'est inscrit à douze ans à l'École Gratuite de Dessin, créée à Barcelone par la Junta de Comercio en 1775.
À 16 ans, il s'est présenté au concours des prix généraux triennaux de l'Acadèmia Catalana de Belles Arts avec un bas-relief, dont le thème était Lot recibe en la puerta de su casa a los Ángeles del Señor (Lot reçoit à la porte de sa maison les Anges du Seigneur), et il l'a remporté. À 18 ans, il a commencé à travailler avec Francisco Bover à la réalisation de diverses statues en marbre pour un jardin, travaillant pour lui pendant deux ans sans recevoir de salaire. En 1801, âge de 21 ans, il s'est présenté à un prix de la Junta de Comercio doté d'un séjour à Rome pendant quatre ans pour étudier la sculpture, et l'a remporté. L'Académie de San Fernando de Madrid, à qui étaient assujetties les autres académies d'Espagne, se réservait d'établir un second classement des œuvres des concours pour les bourses des jeunes artistes. Pour cette raison, on a envoyé à Madrid toutes les œuvres du concours, et la Real Academia a seulement approuvé le prix accordé à Antonio Solá.
Alors qu'il était prêt à partir pour Rome, a surgi un imprévu. La Cour a choisi Barcelone pour célébrer les noces du Prince des Asturies (plus tard Ferdinand VII d'Espagne) avec une princesse de Naples et du Prince Héritier de Naples (plus tard François Ier des Deux-Siciles) avec Isabelle de Bourbon, infante d'Espagne. La Junta de Comercio dont dépendait Solá pour sa pension, l'a obligé à rester et lui a demandé de réaliser diverses statues: deux sirènes de marbre, pour décorer des rochers qui servaient de piédestal à une statue de Neptune (Néréides de la Casa Llotja de Mar); deux portraits colossaux en bas-relief pour les placer au frontispice de la Casa del Consulado; et une statue au naturel, qui représente un Triton monté sur un cheval marin, prévu pour décorer une fontaine. Une fois achevées ces commandes et les célébrées les noces, Solá a quitté Barcelone et est arrivé à Rome le 3 mai 1803.
Il a travaillé pratiquement le reste de sa vie à Rome où il est mort. En 1808 il a été incarcéré brièvement, en compagnie d'autres artistes espagnols, pour avoir refusé de reconnaître Joseph Bonaparte. Quelques années après, il a réalisé pour le XIIIe duc d'Albe, Carlos Miguel Fitz-James Stuart, une statue de Meleagro, aujourd'hui conservée dans la résidence ducale madrilène, le Palacio de Liria. Parmi les autres œuvres les plus connues, on trouve le groupe de Daoíz et Velarde sur la plaza del Dos de Mayo de Madrid, et le Monumento a Cervantes, coulé en bronze, qui préside la Plaza de las Cortes en face du siège du Congrès des députés.
Parmi ses élèves, se distingue Manuel Vilar devenu en 1846 directeur de l'école de sculpture de l'Académie de San Carlos à Mexico.

## Œuvres
- 1801 : Eneas y la Sibila de Cumas. Reial Acadèmia Catalana de Belles Arts de Sant Jordi et Musée Frederic Marès, Barcelone.
- 1802 : Nereida. Fontaine du patio de la Casa Llotja de Mar, Barcelone.
- c. 1810 : Orestes atormentado por las Furias. Reial Acadèmia Catalana de Belles Arts de Sant Jordi, Barcelone.
- 1815 : Buste de Pie VII. Museo de Bellas Artes de Asturias, Oviedo.
- 1817 : Ceres coronada de espigas
- 1820 : Minerva
- 1831 : Groupe de Daoíz et Velarde. Plaza del Dos de Mayo à Madrid.
- 1834 : Matanza de los Inocentes. Reial Acadèmia Catalana de Belles Arts de Sant Jordi, Barcelone.
- 1835 : Tombeau de Félix de Aguirre. Église de Montserrat à Rome.
- 1835 : Statue de Cervantes. Réalisée en bronze. Située sur la Plaza de las Cortes à Madrid, en face du Congrès des députés.
- 1839 : Niños jugando con una mariposa. Musée Frederic Marès. Barcelone.
- 1841 : Tombeau de San Juan Pignatelli. Rome.
- 1850 : Statue de Blasco de Garay. Réalisée en marbre. Collection Royale. Non exposée.
- 1850 : Autoretrato. Accademia di San Luca. Rome.
- 1851 : La Caridad romana. Musée du Prado. Madrid.
- 1856 : Buste du Duc de Rivas
- Tombeau de Pedro de Quevedo y Quintano. Cathédrale d'Ourense

## Galerie

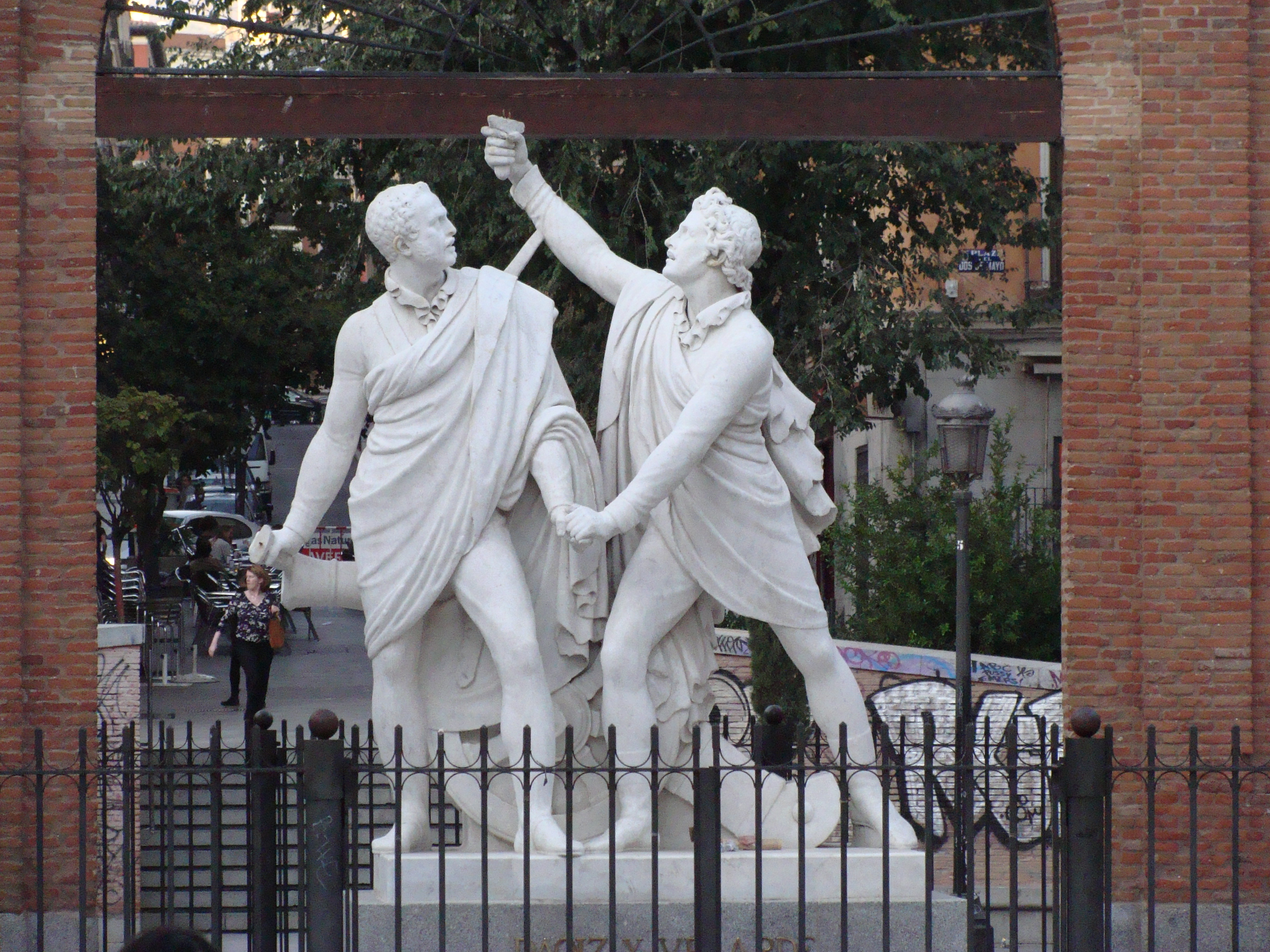
1831 Monument à Daoíz et Velarde (Madrid, Place du Dos de Mayo)
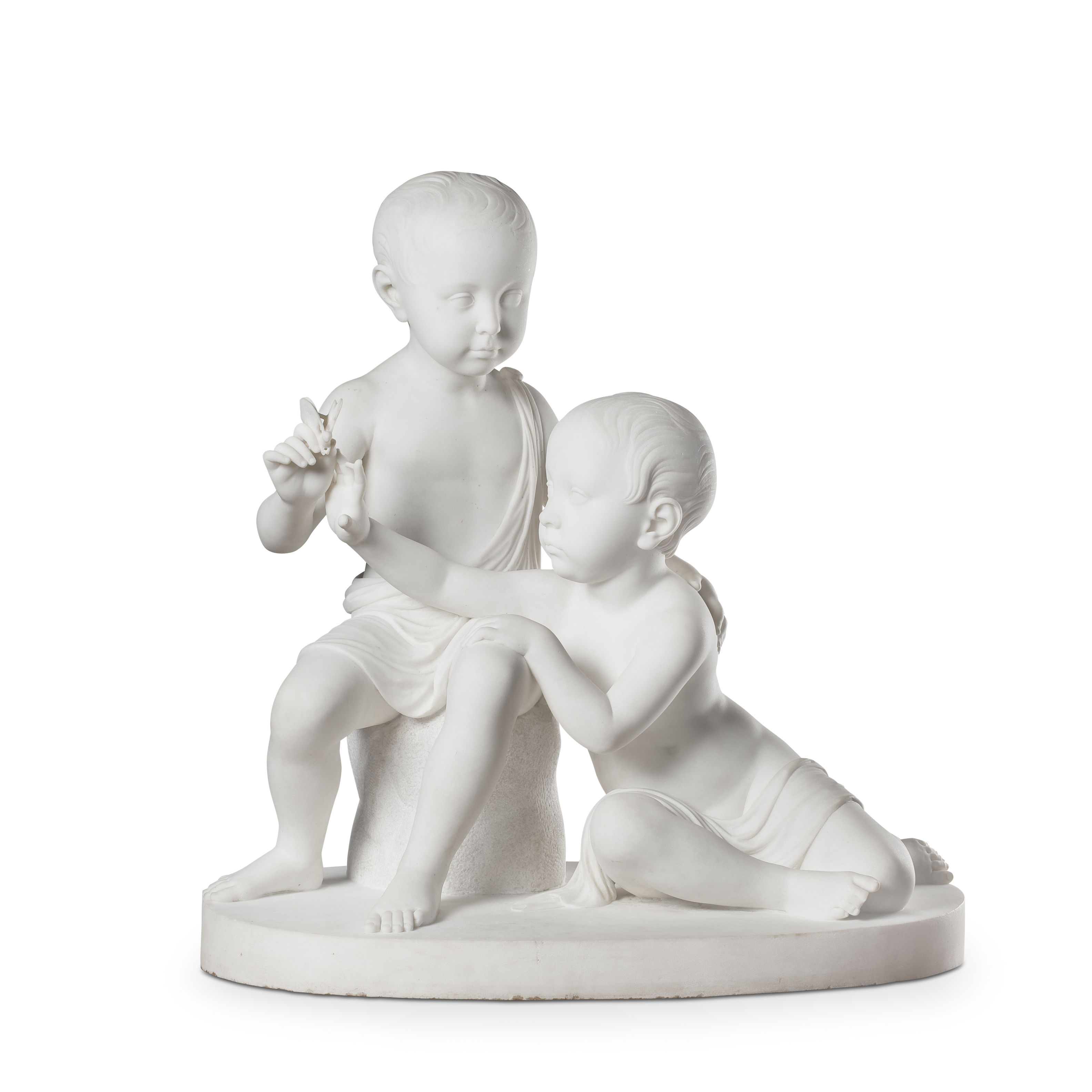
1839 Enfants jouant avec un papillon (Barcelone, Musée Frederic Marès)
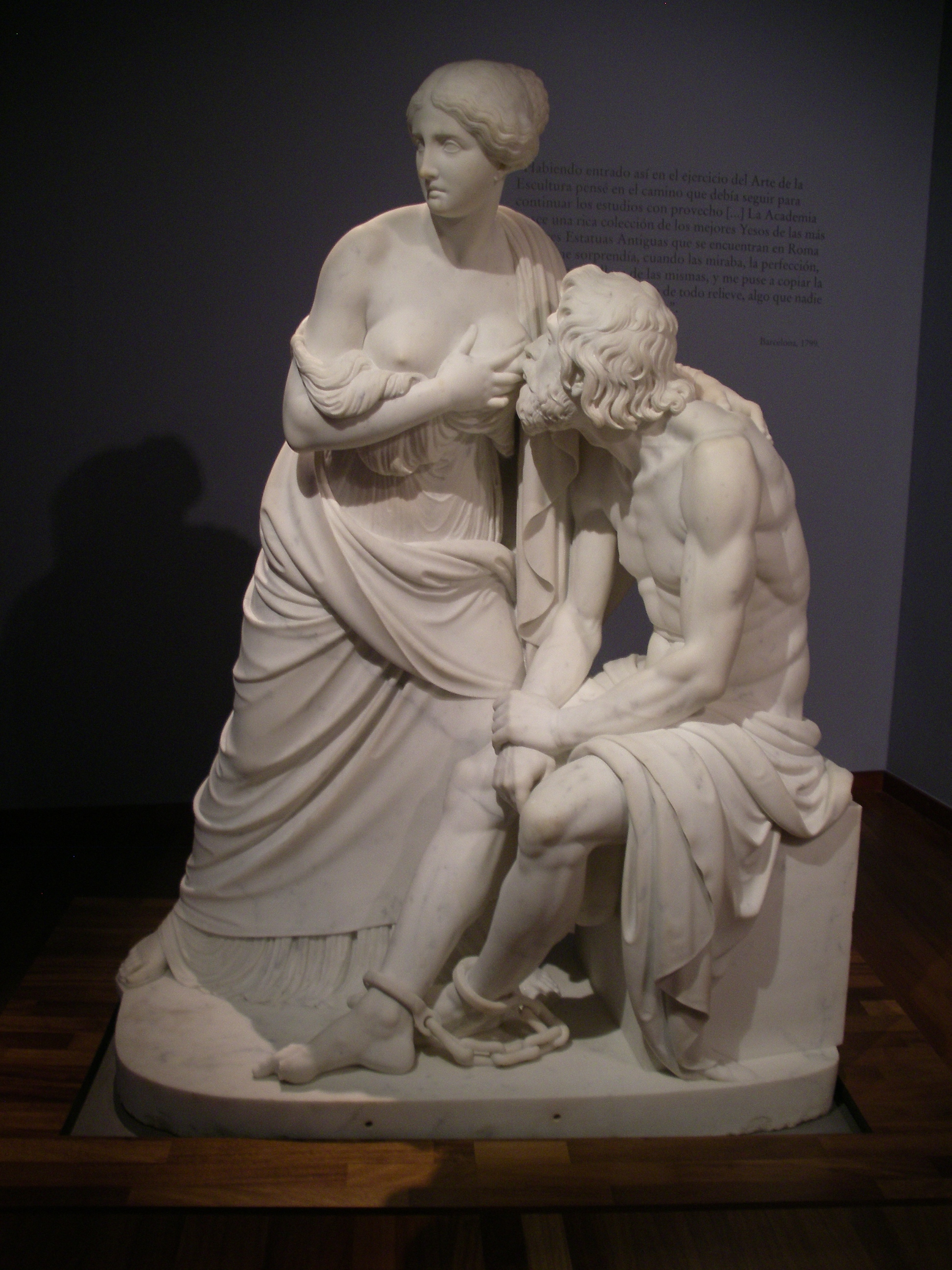
1851 La Charité romaine (Madrid, Musée du Prado)